# Modernización
La modernización es un proceso socioeconómico de industrialización y tecnificación. A diferencia de la modernidad o el modernismo es, usando el concepto de Jacques Derrida, siempre en un estado futuro o por venir, cuyo fin es llegar a la modernidad.
La teoría de la modernización es una teoría utilizada para explicar el proceso de modernización en las sociedades. La modernización se refiere a un modelo de una transición progresiva desde una sociedad "premoderna" o "tradicional" a una "moderna". La teoría analiza los factores internos de un país, con el supuesto de que, con ayuda, los países "tradicionales" pueden alcanzar el "desarrollo" de la misma manera que tienen actualmente los países más desarrollados. La teoría de la modernización trata de identificar las variables sociales que contribuyen al progreso social y al desarrollo de las sociedades, y trata de explicar el proceso de la evolución social. La teoría de la modernización está sujeta a la crítica que se origina entre las ideologías de libre mercado y las socialistas y de los teóricos del sistema-mundo, de la globalización y de la dependencia, entre otros. La teoría de la modernización no solo hace hincapié en el proceso de cambio, sino también las respuestas a este cambio. También analiza la dinámica interna, al referirse a las estructuras sociales y culturales y a la adopción de las nuevas tecnologías.
La teoría de la modernización intenta identificar las variables sociales que contribuyen al progreso social y el desarrollo de las sociedades y trata de explicar el proceso de evolución social. La teoría de la modernización está sujeta a la crítica originada entre las ideologías socialistas y de libre mercado, los teóricos de los sistemas del mundo, los teóricos de la globalización y los teóricos de la dependencia, entre otros. La teoría de la modernización enfatiza no solo el proceso de cambio sino también las respuestas a ese cambio. También analiza las dinámicas internas al referirse a las estructuras sociales y culturales y la adaptación de las nuevas tecnologías.
Una teoría de la modernización encuentra como punto de referencia la asunción de Estados Unidos como potencia mundial. La modernización, a diferencia de la acumulación europea, se entiende como una categoría holística en la cual el fordismo fue elemento central para su construcción estética y analítica. Pero la modernización traspasaría las fronteras norteamericanas y provocaría impulsos capitalistas similares en Europa, Rusia y Japón y, en menor escala, algunos países emergentes. Se pueden entender como cambios estructurales básicos en esta fase de la modernidad cuatro elementos claros:
- Diferenciación de la estructura política (complejidad social)
- Secularización de la cultura política (democratización)
- Aumento de la capacidad del sistema político de una sociedad (burocratización)
- Promoción de prácticas de acumulación capitalista (crecimiento y autodependencia)

De conformidad con la teoría del desarrollo económico de Rostow, para una sociedad en particular existen cinco etapas. Resumiendo, estas cinco etapas son: 
1. La sociedad tradicional;
2. Recondición para el despegue;
3. El proceso de despegue;
4. El camino hacia la madurez;
5. Una sociedad de alto consumo masivo.

Estas tesis fueron tomadas para el plan de ayuda del Gobierno de Estados Unidos en Latinoamérica en los años 1960 (Alianza para el Progreso), cuyo fin era evitar el comunismo en el subcontinente. Si el problema que enfrentan los países del Tercer Mundo es la falta de inversiones productivas, entonces la solución para estos países está en que se les provea de ayuda en forma de capital, tecnología, y experiencia. Sin embargo, la poca inversión en ayuda hizo que el plan fracasara y Latinoamérica construyera redes políticas singulares, muchas veces políticamente hostiles a Estados Unidos.
Latinoamérica tendría una teoría al respecto a través de la teoría de la dependencia donde entre los principales autores estaban Andre Gunder Frank, Raúl Prebisch, Celso Furtado, Theotonio Dos Santos, Ruy Mauro Marini, Fernando Henrique Cardoso, entre otros. La teoría de la dependencia combinaba elementos neo-marxistas con la teoría económica keynesiana en la que se construyeron teorías de gran impacto como las de centro-periferia y la educación popular. El grupo de intelectuales latinoamericanos, que operaba en Santiago de Chile, se desarmó tras el golpe de Estado que derrocó al gobierno de Salvador Allende y la intensificación de las persecuciones políticas en Latinoamérica.
La sociología funcionalista también se interesó por una teoría de la modernización, en la cual enfatiza la interdependencia de las instituciones sociales, la importancia de variables estructurales en el ámbito cultural, y el proceso de cambio inherente a través del equilibrio homeostático.
El marxismo entendía la modernización al alero de la experiencia de los socialismos reales; pero desde los años 60 entró en una crisis en la cual ya no podía explicar la modernización sin la estructura del capitalismo liberal.

## Tecnología
La nueva tecnología es una fuente importante de cambio social. (cambio social se refiere a cualquier alteración significativa a lo largo del tiempo en los patrones de comportamiento y los valores y normas culturales.) Dado que la modernización implica la transformación social de las sociedades agrarias a las industriales, es importante observar el punto de vista tecnológico; sin embargo, las nuevas tecnologías no cambian las sociedades por sí mismas. Más bien, es la respuesta a la tecnología que causa el cambio. Con frecuencia, la tecnología se reconoce pero no se utiliza durante mucho tiempo, como la capacidad de extraer metal de la roca. [Cita requerida] Aunque inicialmente no se usó, más tarde tuvo profundas implicaciones para el desarrollo de las sociedades. La tecnología hace posible una sociedad más innovadora y un amplio cambio social. Ese cambio dramático a lo largo de los siglos que ha evolucionado social, industrial y económicamente, puede resumirse con el término modernización. Los teléfonos celulares, por ejemplo, han cambiado la vida de millones de personas en todo el mundo. Esto es especialmente cierto en África y otras partes del Medio Oriente, donde existe una infraestructura de comunicación de bajo costo. Con la tecnología de los teléfonos celulares, se conectan poblaciones muy dispersas, lo que facilita la comunicación de empresa a empresa y proporciona acceso a internet a áreas más remotas, con el consiguiente aumento de la alfabetización.

## La Modernización a Fines delsigloXX
La crisis de la modernidad y su transformación en pensamiento único tras la caída del muro de Berlín (1989) ha ido provocando un debate cada vez mayor en la materia. Sumado al aumento del interés por la ecología y otras revoluciones paradigmáticas (femenina, política, etnicismos, etc), ya no se entiende modernización como un telos, una suerte de paraíso industrial, sino que es analizado críticamente también siendo abandonados en muchos lados la idea de un desarrollo homogéneo. La devastación de África, el estancamiento de Latinoamérica y el atrincheramiento de parte de Asia son ejemplos de aquello, sin contar las propias crisis internas que viven los países del primer mundo. En las teorías actuales se pueden citar los trabajos de Immanuel Wallerstein y su teoría de sistema-mundo que entiende la tendencia a globalizar procesos sin resolver las desigualdades y riesgos sociales. Muchas de estas tesis son tomadas por movimientos antiglobalización y ecologistas y también pueden ser empalmadas por tesis más agresivas contra el capitalismo como las de Michael Hardt o Antonio Negri.
Características Fundamentales de la Teoría de la Modernización
Las características fundamentales de la teoría se pueden resumir de la siguiente manera:
1. Identificación del desarrollo con el desarrollo económico y éste con el crecimiento medido a través de la renta per cápita
2. El subdesarrollo es un fenómeno de atraso relativo motivado por la existencia de los círculos viciosos.
3. Importancia de la industrialización.
4. El papel del Estado y de la planificación como elementos centrales del desarrollo.
5. El ahorro externo a través de ayuda, crédito o inversiones directas como activador del proceso de desarrollo a través de la inversión.

A partir del planteamiento del crecimiento por etapas, la teoría de la modernización se ve reforzada con la formalización de modelos dinámicos postkeynesianos. Las doctrinas de los círculos viciosos y los modelos neoclásicos de cambio estructural, que constituyen para algunos autores las primeras heterodoxias, así como el debate entre crecimiento equilibrado y desequilibrado, completan la descripción detallada de la teoría de la modernización.

## Reseña de los Inicios del Proceso de Modernización en elsigloXX[3]
El período anterior a los años treinta del siglo XX, es comúnmente denominado como el período de la exclusión social y del Estado oligárquico, en referencia a los amplios poderes concentrados en un pequeño círculo de la población. 
Durante las primeras tres décadas del siglo XX, se agudizaron las demandas sociales de vastos sectores de la población como el inicio de un proceso de modernización en el que el crecimiento de las ciudades potenció el desarrollo de una serie de movilizaciones sociales que culminaron con el desmembramiento del orden oligárquico tradicional. El país fue escenario de la acción de un amplio movimiento social de carácter multiclasista en el que se entremezclaron grandes marchas cívicas, las «marchas contra el hambre», así como propuestas de nuevas políticas y reformas de carácter económico y social junto a directrices para una nueva constitución política.
En este marco social, la diversidad de formas familiares que se arraiga desde los inicios del Estado-nación chileno ha sido tratada por algunos autores como «el desorden de la familia».

## Ecología, Modernización y Política:SigloXXI

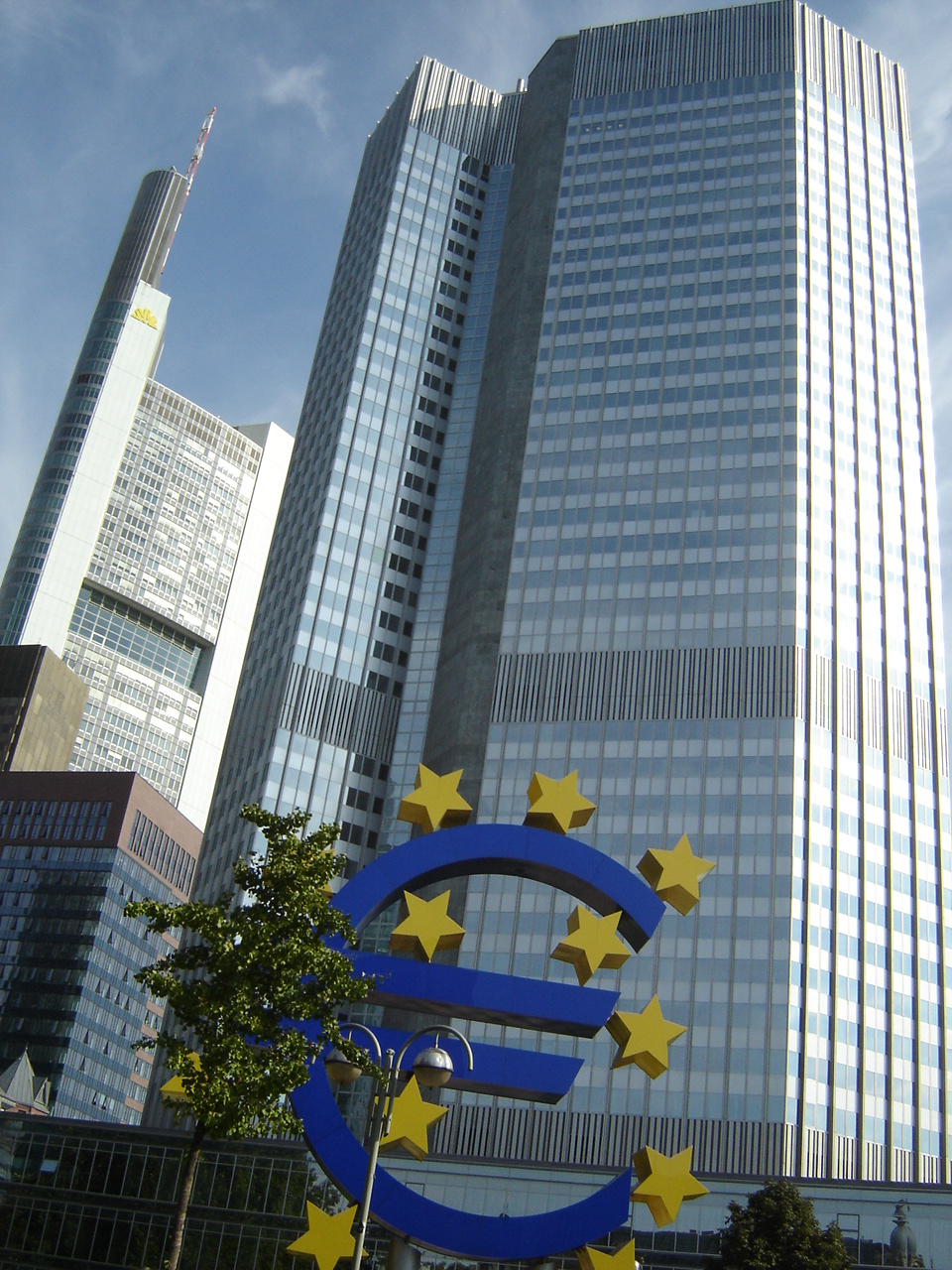
Sede del BCE en Fráncfort, centro del poder económico en la Unión Europea

Si hay un rasgo distintivo en los trabajos contemporáneos sobre modernización, es su análisis metódico sobre la crisis ecológica, la globalización y sus consecuencias y la crisis estructural de la modernidad en un momento histórico llamado posmodernidad o modernidad reflexiva, según el enfoque metodológico. En otras palabras, la destrucción de la utopía de las promesas de la modernización. Fue Ulrich Beck con Sociología del Riesgo (1986) quien, desde una perspectiva más optimista, dio la alarma de repensar el estudio social y que las ideologías del pasado ya no podrían explicar por sí solas el mundo, debido al daño ecológico, la crisis del trabajo, el feminismo naciente, el cambio cultural entre otros fenómenos. Desde una perspectiva más crítica se han sumado una serie de movimientos sociales e intelectuales quienes piden el fin del neoliberalismo o, en algunos casos, del mismo sistema capitalista.

## La Modernización abarca la esfera Política
La modernización política se manifiesta en los siguientes niveles: A nivel de población, sistema político y subsistema gubernamental. 
Cuenta con tres características:
- La Igualdad: Se basa en el paso que se da de una condición generalizada de súbditos a una condición de personas cada vez más unidas entre sí, a este punto lo acompaña el derecho a voto y a la participación política.
- La Capacidad: Se refiere a la "capacidad" de las autoridades, cuando esta aumenta para poder dirigir los negocios públicos, controlar las tensiones sociales y afrontar todas las demandas de los miembros de sistema.
-La Libertad: Se refiere a la independencia de la persona para elegir su ideología, religión, etc.
- La Diferenciación: Hay una mayor y notable integración de las instituciones y organizaciones.

## Modernización social
Junto a las transformaciones producidas en la esfera económica, se ven transformaciones en la esfera social, ya que la modernización económica tiende a una mejor organización de las capacidades y de las potencialidades productivas de una sociedad.
La mano de obra comienza a no ser tan utilizada, debido a la mecanización del sector agrícola, se reemplaza la mano de obra por máquinas; Se crean conglomerados urbanos; Era necesario la alfabetización, ya que manejar una máquina era complicado, tenían que tener conocimientos para poder trabajar en las fábricas y poder utilizar mejor los recursos.
Para traer a la gente del campo a la ciudad se le quita todas las posibilidades de progreso y de llevar una vida normal:
Se dicta la ley del alambrado, la cual obliga a los ciudadanos que viven en el campo a trasladarse a la ciudad, porque no tienen acceso a todo el terreno de su campo sino a una parte y de esa manera no podían tener sus cosechas, ya que para esto necesitaban espacio. Aparecen así, los delincuentes. También se les prometía mejores condiciones de trabajo y posibilidades de progreso en la ciudad. Así comenzaron a trasladarse del campo a la ciudad.
PUNTOS CLAVES EN LA MODERNIZACIÓN DE LA GESTIÓN PÚBLICA
Planeamiento de Estado: Contar con objetivos claros, definidos y alineados. Los proyectos deben ser asumidos como deudores en el tiempo, empleando políticas de Estado y no solo de gobierno. Como ejemplo tenemos lineamientos macroeconómicos como la estabilidad fiscal, tributaria y de precios relativos (inflación y tipo de cambio).
Presupuesto por resultados: implica que un Estado asigne su presupuesto de acuerdo a determinados logros, que se tracen en función a las demandas de los ciudadanos. Por ejemplo, a los gobiernos locales se les puede otorgar mayores recursos siempre que cumplan con algunos objetivos propuestos.

## Modernización y Globalización
Globalización puede definirse como la integración de culturas económicas, políticas y sociales. Se argumenta que la globalización está relacionada con la difusión de la modernización a través de las fronteras.
El comercio global ha crecido continuamente desde el descubrimiento europeo de nuevos continentes en el período moderno temprano; se incrementó particularmente como resultado de la Revolución industrial y la adopción a mediados del siglo XX del contenedor de envío.
Las llegadas anuales de turistas transfronterizos aumentaron a 456 millones en 1990 y casi se triplicaron desde entonces, alcanzando un total de más de 1.200 millones en 2016. La comunicación es otra área importante que ha crecido debido a la modernización. Las industrias de la comunicación han permitido que el capitalismo se extienda por todo el mundo. La telefonía, las transmisiones televisivas, los servicios de noticias y los proveedores de servicios en línea han desempeñado un papel crucial en la globalización. El expresidente de los Estados Unidos Lyndon B. Johnson era un partidario de la teoría de la modernización y creía que la televisión tenía potencial para proporcionar herramientas educativas en el desarrollo.
Con los muchos atributos positivos aparentes a la globalización también hay consecuencias negativas. El modelo neoliberal de globalización dominante a menudo aumenta las disparidades entre los ricos de una sociedad y sus pobres. [cita requerida] En las principales ciudades de los países en desarrollo existen bolsas donde existen tecnologías del mundo modernizado, computadoras, teléfonos celulares y televisión satelital, junto a la pobreza extrema. Los globalistas son teóricos de la modernización de la globalización y argumentan que la globalización es positiva para todos, ya que sus beneficios finalmente deben extenderse a todos los miembros de la sociedad, incluidos los grupos vulnerables como las mujeres y los niños.

## Causas de la Modernización
Que las nuevas máquinas (modernas) de las industrias son más baratas y gastan menos materiales lo cual hace subir la economía pero al utilizar pocos materiales se hacen prácticamente desechables, ya que más fácil era invertir en las máquinas que facilitaban el desarrollo de las empresas así de esta manera generando un ingreso más factible y un trabajo más rápido a menos tiempo . 
Esto dio lugar a que todas las empresas tengan más competitividad generó que los productos sean más bajo pero con calidad dando lugar al espíritu capitalista  .

## Crisis de la Modernización
Hay distintos tipos de crisis:
1)      Crisis de Penetración y de Integración: se refieren al proceso a través del cual nace un Estado más o menos centralizado. Este Estado trata de extender y reforzar su autoridad, penetrando en los distintos sectores de la sociedad y logrando que los centros de poderes locales lo obedezcan.
2)      Crisis de la Identidad y Legitimidad: se refieren al proceso a través del cual los ciudadanos llegan a obedecer las leyes emanadas del Estado, a aceptarlas como justas y a sentirse parte de la comunidad política.
3)      Crisis de Participación: aparece cuando se amplía el ámbito de los individuos que pretenden formar parte en las decisiones políticas.
4)      Crisis de Distribución: afecta las modalidades del empleo de los poderes gubernativos para hacer transferencia de riquezas entre los ciudadanos y para distribuir bienes, servicios, valores y oportunidades.

### Democratización y Modernización
La relación entre modernización y democracia es uno de los estudios más investigados en política comparada. Existe un debate académico sobre los impulsores de la democracia porque existen teorías que apoyan el crecimiento económico como causa y efecto de la institución de la democracia. "La observación de Lipset de que la democracia está relacionada con el desarrollo económico, primero en 1959, ha generado el mayor cuerpo de investigación sobre cualquier tema en política comparativa" (Przeworski y Limongi, 1997).
Larry Diamond y Juan Linz, quienes trabajaron con Lipset en el libro "Democracia en los países en desarrollo: América Latina", argumentan que el desempeño económico afecta el desarrollo de la democracia en al menos tres formas. Primero, argumentan que el crecimiento económico es más importante para la democracia que los niveles dados de desarrollo socioeconómico. Segundo, el desarrollo socioeconómico genera cambios sociales que pueden facilitar la democratización. En tercer lugar, el desarrollo socioeconómico promueve otros cambios, como la organización de la clase media, que es propicio para la democracia.
Como lo expresó Seymour Martin Lipset, "Todos los diversos aspectos del desarrollo económico (industrialización, urbanización, riqueza y educación) están tan estrechamente relacionados entre sí que forman un factor importante que tiene el correlato político de la democracia". El argumento también aparece en Walt W. Rostow, "La política y las etapas del crecimiento" (1971); A. F. K. Organski,  Las etapas del desarrollo político  (1965); y David Apter, "La política de la modernización" (1965). En la década de 1960, algunos críticos argumentaron que el vínculo entre la modernización y la democracia se basaba demasiado en el ejemplo de la historia europea y descuidó el Tercer Mundo. Las recientes manifestaciones de la aparición de la democracia en Corea del Sur, Taiwán y Sudáfrica se han citado como apoyo a la tesis de Lipset.
Un problema histórico con ese argumento siempre ha sido  Alemania cuya modernización económica en el siglo XIX se produjo mucho antes de la democratización después de 1918. Sin embargo, Berman concluye que en la Alemania imperial se estaba llevando a cabo un proceso de democratización: «Durante estos años, los alemanes desarrollaron muchos de los hábitos y costumbres que ahora los científicos políticos piensan que auguran un desarrollo político saludable».
Ronald Inglehart y Christian Welzel (2009) sostienen que la realización de la democracia no se basa únicamente en un deseo expresado por esa forma de gobierno, sino que las democracias nacen como resultado de la mezcla de ciertos aspectos sociales y factores culturales. Argumentan que las condiciones sociales y culturales ideales para la fundación de una democracia nacen de una modernización significativa y un desarrollo económico que se traduce en una participación política masiva.
Peerenboom (2008) explora las relaciones entre la democracia, el estado de derecho y su relación con la riqueza señalando ejemplos de países asiáticos, como Taiwán y Corea del Sur, que se han democratizado con éxito solo después de que el crecimiento económico alcanzó niveles relativamente altos y ejemplos de países como Filipinas, Bangladés, Camboya, Tailandia, Indonesia y India, que buscaban democratizar a niveles más bajos de riqueza, pero no lo han hecho tan bien.
Adam Przeworski y otros han desafiado el argumento de Lipset. Dicen que los regímenes políticos no hacen la transición a la democracia a medida que aumentan los ingresos per cápita. Más bien, las transiciones democráticas ocurren al azar, pero una vez allí, los países con niveles más altos de producto interno bruto per cápita siguen siendo democráticos. Epstein et al. (2006) vuelve a probar la hipótesis de la modernización utilizando nuevos datos, nuevas técnicas y una clasificación de regímenes de tres vías, en lugar de dicotómica. Contrariamente a Przeworski, este estudio encuentra que la hipótesis de la modernización se sostiene bien. Las democracias parciales emergen como uno de los tipos de régimen más importantes y menos entendidos.
Muy discutible es la idea de que la modernización implica más derechos humanos, con China en el siglo XXI como un caso de prueba importante.

## Procesos de Modernización en elsigloXXI
El proceso de Modernización se inicia 20 años después de la independencia, estos años son difíciles. Pero después de 1940 las cosas empiezan a asentarse un poco, se introducen elementos modernos, pero también externos como puede ser la vestimenta, las mujeres conservan la vestimenta clásica mientras que los hombres empiezan a vestir a la francesa.
La modernización no es solo un proceso, el deseo de la superación, mayor uso de la tecnología, continuidad, estos son elementos comunes que presenta la modernización.

### Existen 3 tipos de modernización
Modernización capitalista legal, se caracteriza por voltear todo, comienza de una nueva clase social que empieza a tener poder y nuevas ideas, es competente con distintos factores de la sociedad.
Modernización tradicionalista, parte de una sociedad tradicional que se moderniza a sí mismo, esta sociedad importa valores y tecnologías de modernización, aun así sigue conservando algunos valores tradicionales.
Modernización socialista, es más bien dirigida por el Estado y por otra parte con ingrediente muy fuerte, como es el sentido de igualdad entre las personas.